# Prix Orwell (littérature)
Pour les articles homonymes, voir Orwell.
Le prix Orwell est un prix littéraire anglophone créé par Bernard Crick et récompensant les œuvres rapprochant la politique du grand public, en littérature et en journalisme. Son nom est un hommage à l'écrivain et journaliste George Orwell.

## Liste partielle des lauréats

### Fiction politique (à partir de 2019)
- 2023 : Tom Crewe The new life
- 2022 : Claire Keegan Small things like these
- 2021 : Ali Smith Summer
- 2020 : Colson Whitehead Nickel Boys
- 2019 : Anna Burns Milkman

### Essai politique (à partir de 2019)
- 2023 : Peter Apps Show Me the Bodies: How We Let Grenfell Happen
- 2022 : Sally Hayden My Fourth Time, We Drowned
- 2021 : Joshua Yaffa Between Two Fires: Truth, Ambition and Compromise in Putin's Russia
- 2020 : Kate Clanchy Some Kids I Taught and What They Taught Me
- 2019 : Patrick Radden Keefe Say Nothing: A True Story Of Murder and Memory in Northern Ireland

### Livres (1994-2018)
- 1994 Anatol Lieven The Baltic Revolution: Estonia, Latvia, Lithuania and the Path to Independence
- 1995 Fionnuala O'Connor In Search of a State: Catholics in Northern Ireland
- 1996 Fergal Keane Season of Blood : A Rwandan Journey
- 1997 Peter Godwin Mukiwa: A White Boy in Africa
- 1998 Patricia Hollis Jennie Lee: A Life
- 1999 D. M. Thomas Alexander Solzhenitsyn: a Century in His Life
- 2000 Brian Cathcart The Case of Stephen Lawrence
- 2001 Michael Ignatieff Virtual War: Kosovo and Beyond
- 2002 Miranda Carter Anthony Blunt: His Lives
- 2003 Francis Wheen Hoo-hahs and Passing Frenzies: Collected Journalism 1991-2000
- 2004 Robert Cooper The Breaking of Nations
- 2005 Michael Collins The Likes of Us: A Biography of the White Working Class
- 2006 Delia Jarrett-Macauley Moses, Citizen and Me
- 2007 Peter Hennessy Having It So Good: Britain in the 1950s
- 2008 Raja Shehadeh Palestinian Walks: Forays into a Vanishing Landscape
- 2009 Andrew Brown Fishing in Utopia: Sweden and the future that disappeared
- 2010 Andrea Gillies Keeper
- 2011 Tom Bingham The Rule of Law
- 2012 Toby Harnden Dead Men Risen
- 2013 A. T. Williams A Very British Killing: The Death of Baha Mousa
- 2014 Alan Johnson This Boy: A Memoir of a Childhood, Shereen El-Feki Sex and the Citadel: Intimate Life in a Changing Arab World.
- 2015 James Meek Private Island: Why Britain Now Belongs to Someone Else
- 2016 Arkady Ostrovsky The Invention of Russia
- 2017 John Bew Citizen Clem: A Biography of Attlee
- 2018 Darren McGarvey Poverty Safari

### Journalisme (depuis 1994)
- 1994 : Neal Ascherson
- 1995 : Paul Foot & Tim Laxton
- 1996 : Melanie Phillips
- 1997 : Ian Bell
- 1998 : Polly Toynbee
- 1999 : Robert Fisk[1],[2]
- 2000 : David McKittrick
- 2001 : David Aaronovitch
- 2002 : Yasmin Alibhai-Brown
- 2003 : Brian Sewell
- 2004 : Vanora Bennett
- 2005 : Matthew Parris
- 2006 : Timothy Garton Ash
- 2007 : Peter Beaumont
- 2008 : Johann Hari (prix révoqué en 2011)
- 2009 : Patrick Cockburn
- 2010 : Peter Hitchens
- 2011 : Jenni Russell
- 2012 : Amelia Gentleman
- 2013 : Andrew Norfolk et Tom Burgin
- 2014 : Ghaith Abdul-Ahad
- 2015 : Martin Chulov
- 2016 : Iona Craig – Various & Gideon Rachman
- 2017 : Fintan O'Toole
- 2018 : Carole Cadwalladr
- 2019 : Suzanne Moore[3]
- 2020 : Janice Turner
- 2021 : John Harris & John Domokos
- 2022 : George Monbiot